# Pszkovi terület
A Pszkovi terület (oroszul Псковская область [Pszkovszkaja oblaszty]) az Oroszországi Föderációt alkotó jogalanyok egyike (szubjektum), önálló közigazgatási egység. Az Északnyugati szövetségi körzethez tartozik. Székhelye Pszkov. 

## Földrajz
Északon a Leningrádi, északkeleten a Novgorodi, keleten a Tveri és délkeleten a Szmolenszki területtel határos. Délen Fehéroroszország Vicebszki területe, nyugaton Lettország, északnyugaton pedig Észtország a szomszédja. Egyike azon két Oroszországot alkotó szubjektumnak, amely három országgal határos. Területe 55 399 km².
A Kelet-európai-síkságon fekszik. Északi részén a Luzsi-hátság, középen a Szudomi-hátság, délen a Bezsanyicki-hátság terül el. Legmagasabb pontja a Lipnyickaja (339,1 m) a Bezsanyicki-hátságban.
Fő folyói a Velikaja, a Lovaty, a Pljussza, az Issza, a Selony, a Cserjon, a Zselcsa és a Pszkova. Kb. 3000 tó található a területen, közülük a legnagyobb az északnyugati észt-orosz határon fekvő Peipus-Pszkovi-tó, mely Európa 5. legnagyobb tava, területe 3558 km².

## Történelem
Elődjét, a Pszkovi kormányzóságot 1772-ben alapították.

## Népesség
2010-ben népessége 673 423 fő volt, a népsűrűség 11 fő/km². A lakosság döntő többsége orosz nemzetiségű.
Nemzetiségi összetétel:

|              | 1959-es népszámlálás | 2002-es népszámlálás | 2010-es népszámlálás |
| ------------ | -------------------- | -------------------- | -------------------- |
| Oroszok      | 920 818              | 717 101              | 616 432              |
| Ukránok      | 6 863                | 12 471               | 8 638                |
| Fehéroroszok | 4 451                | 9 664                | 6 772                |
| Cigányok     | 1 853                | 3 220                | 3 231                |
| Észtek       | 7 813                | 1 122                | 625                  |
| Összesen     | 951 866              | 760 831              | 673 423              |

### Legnagyobb települések
| Név           | Lakosság (fő, 2010) |
| ------------- | ------------------- |
| Pszkov        | 203 279             |
| Velikije Luki | 98 778              |
| Osztrov       | 21 668              |
| Nyevel        | 16 324              |
| Opocska       | 11 603              |
| Pecsori       | 11 195              |
| Porhov        | 10 608              |

## Közigazgatás
A Pszkovi terület élén a kormányzó áll:
- Andrej Anatoljevics Turcsak: 2009. február 27. – 2017. október 12. Ekkor idő előtti felmentését kérte.
- Mihail Jurjevics Vegyernyikov: 2017. október 12. – a kormányzói feladatokat ideiglenesen ellátó megbízott. Megbízatása a következő kormányzói választásig szólt.[4] Kormányzónak megválasztva 2018. szeptember 9-én.[5]

### Városok

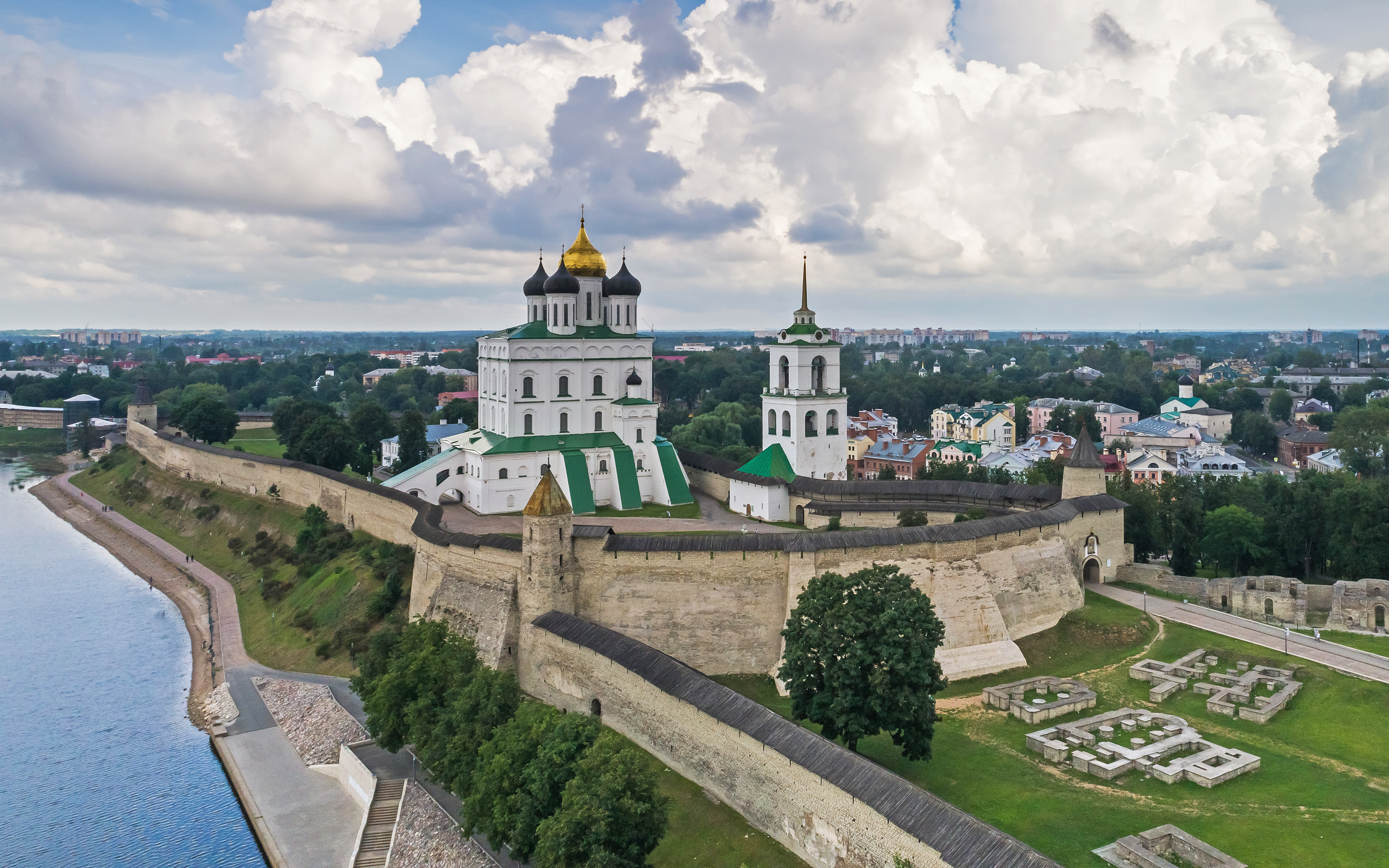
A pszkovi Kreml

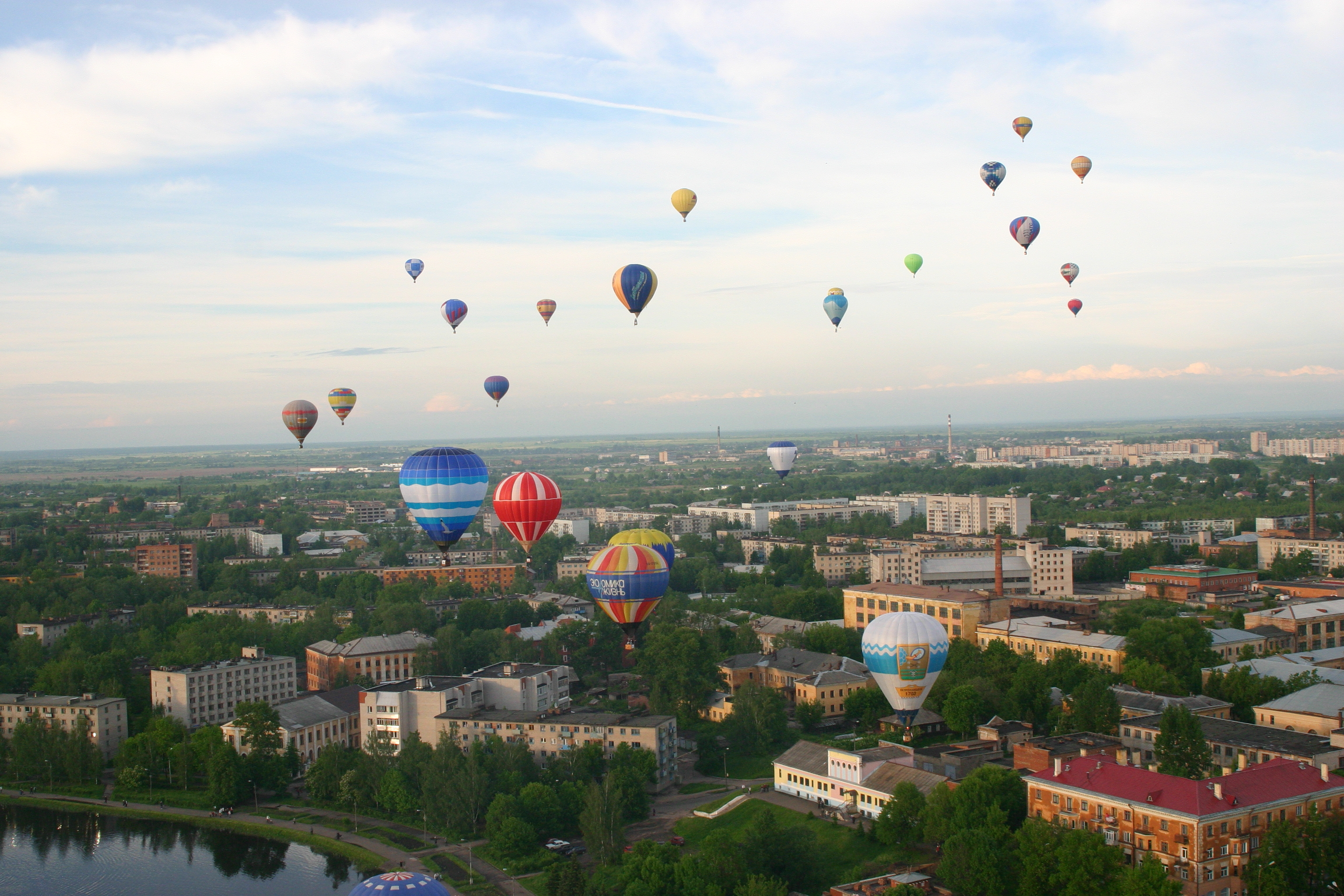
Hőlégballonok Velikije Luki fölött

- Pszkov, a terület székhelye, 209 840 lakos (2017)
- Velikije Luki – 98 778 lakos (2010)

### Járások
| Térkép                    | #                         | Járás neve        | Székhely |
| ------------------------- | ------------------------- | ----------------- | -------- |
| A Pszkovi terület járásai |                           |                   |          |
| 15.                       | Bezsanyici járás          | Bezsanyici        |          |
| 7.                        | Dnói járás                | Dno               |          |
| 1.                        | Gdovi járás               | Gdov              |          |
| 10.                       | Gyedovicsi járás          | Gyedovicsi        |          |
| 12.                       | Krasznogorodszki járás    | Krasznogorodszk   |          |
| 22.                       | Kunyjai járás             | Kunyja            |          |
| 17.                       | Loknyai járás             | Loknya            |          |
| 13.                       | Novorzsevi járás          | Novorzsev         |          |
| 20.                       | Novoszokolnyiki járás     | Novoszokolnyiki   |          |
| 23.                       | Nyeveli járás             | Nyevel            |          |
| 16.                       | Opocskai járás            | Opocska           |          |
| 9.                        | Osztrovi járás            | Osztrov           |          |
| 8.                        | Palkinói járás            | Palkino           |          |
| 4.                        | Pecsori járás             | Pecsori           |          |
| 11.                       | Pitalovói járás           | Pitalovo          |          |
| 2.                        | Pljusszai járás           | Pljussza          |          |
| 6.                        | Porhovi járás             | Porhov            |          |
| 5.                        | Pszkovi járás             | Pszkov            |          |
| 13.                       | Puskinszkije Gori járás   | Puskinszkije Gori |          |
| 19.                       | Pusztoskai járás          | Pusztoska         |          |
| 18.                       | Szebezsi járás            | Szebezs           |          |
| 3.                        | Sztrugi Krasznije-i járás | Sztrugi Krasznije |          |
| 24.                       | Uszvjati járás            | Uszvjati          |          |
| 21.                       | Velikije Luki járás       | Velikije Luki     |          |
| Városok                   |                           |                   |          |
| P                         | Pszkov                    | Pszkov            |          |
| V                         | Velikije Luki             | Velikije Luki     |          |

## Külső hivatkozások
- A Pszkovi terület hivatalos honlapja Archiválva 2022. július 15-i dátummal a Wayback Machine-ben (oroszul)